# القمة الخليجية 2010 (أبو ظبي)
قمة مجلس التعاون الخليجي 2010 أو القمة الخليجية 31  هي قمة قادة دول مجلس التعاون لدول الخليج العربية عقدت في يوم الإثنين 6 ديسمبر 2010 بمدينة أبوظبي عاصمة دولة الإمارات العربية المتحدة برئاسة صاحب السمو الشيخ خليفة بن زايد آل نهيان رئيس دولة الإمارات العربية المتحدة. 

## المشاركون

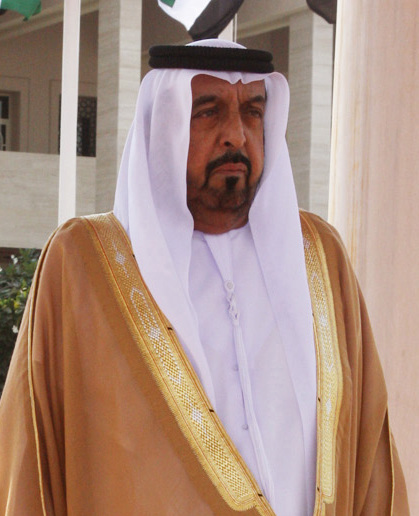
دولة الإمارات العربية المتحدة صاحب السمو الشيخ خليفة بن زايد آل نهيان رئيس دولة الإمارات العربية المتحدة (رئيس القمة)
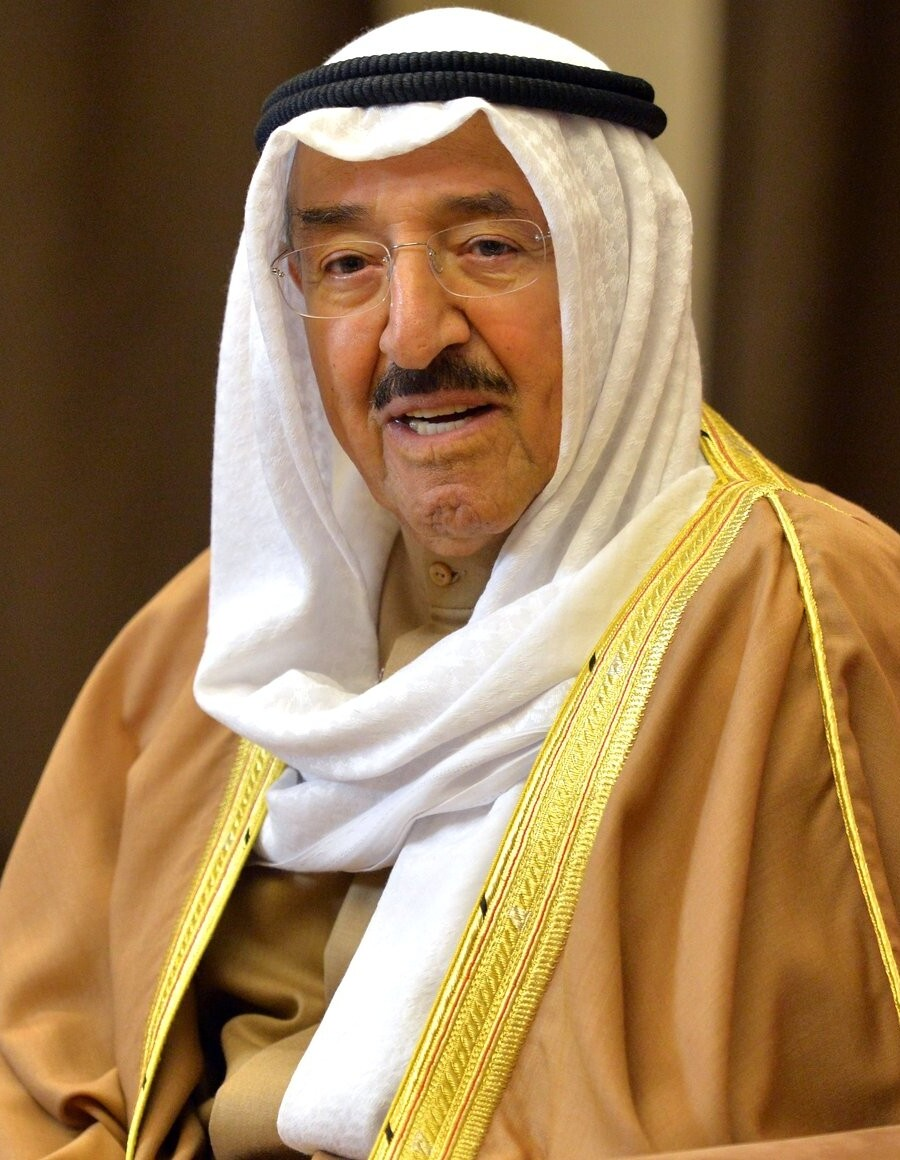
دولة الكويت صاحب السمو الشيخ صباح الأحمد الجابر الصباح أمير دولة الكويت
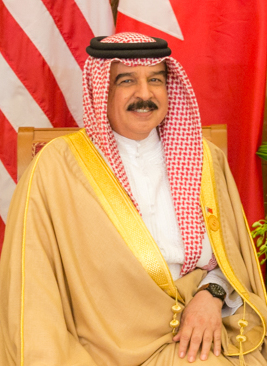
مملكة البحرين صاحب الجلالة الملك حمد بن عيسى آل خليفة ملك مملكة البحرين
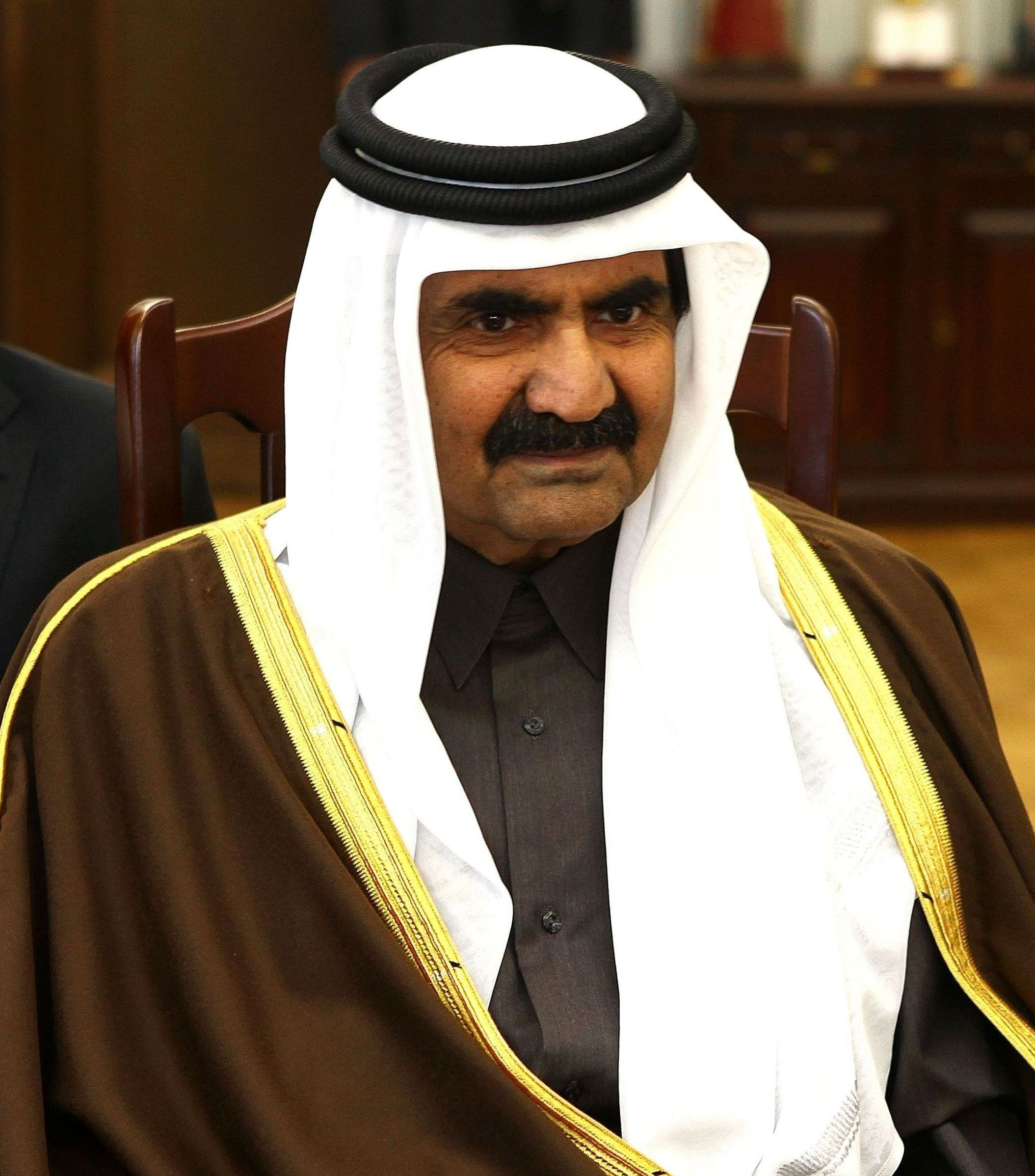
دولة قطر صاحب السمو الشيخ حمد بن خليفة آل ثاني أمير دولة قطر
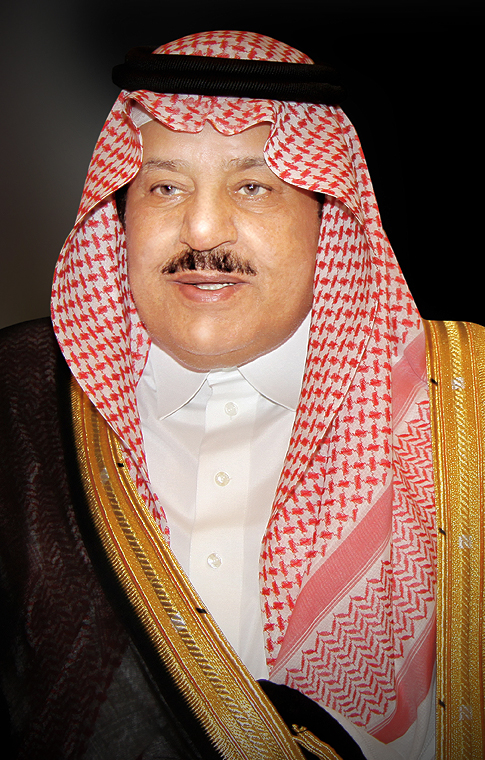
المملكة العربية السعودية صاحب السمو الملكي الأمير نايف بن عبدالعزيز آل سعود النائب الثاني لرئيس مجلس الوزراء وزير الداخلية
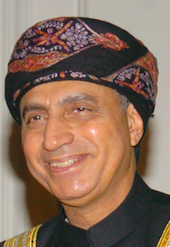
سلطنة عمان صاحب السمو السيد فهد بن محمود آل سعيد نائب رئيس الوزراء لشؤون مجلس الوزراء
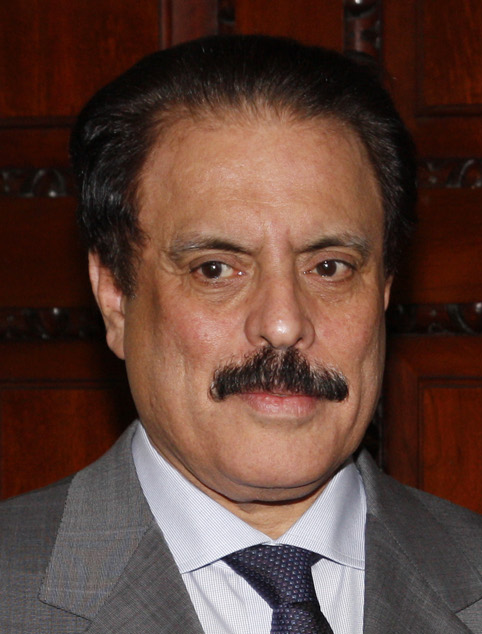
الأمانة العامة لمجلس التعاون الخليجي معالي السيد عبدالرحمن بن حمد العطية أمين عام مجلس التعاون لدول الخليج العربية